# Elisabeth Ekman
För sminkören och maskören, se Elisabeth Ekman (sminkör) (född 1947).
Hedda Maria Elisabeth Emerence Adelaide Ekman (född Åkerhielm), född 18 december 1862 på Dylta bruk i Axbergs socken, död 25 maj 1936 i Hedvig Eleonora församling i Stockholm, var en svensk botaniker.
Elisabeth Ekman var dotter till hovmarskalk Christian Wilhelm Åkerhielm af Margaretelund. Hon intresserade sig redan från barndomen för botanik. Någon utbildning utanför hemmet erhöll hon dock inte, först senare besökte hon en del botaniska föreläsningar främst i genetik. I ungdomen tog hon även målningslektioner. 1891 gifte hon sig med vice häradshövding Jacob Otto Ekman. Först sedan hennes make 1897 avlidit och Elisabeth Ekmans tre söner blivit vuxna, började hon få tid för sitt botaniska intresse. Från att tidigare ha ägnat sig åt Salixarter kom hennes intresse senare att inriktas mot Nagelörtsläktet, särskilt dess arktiska och alpina former, där hon blev erkänd som specialist. Makarna Ekman är begravda på Norra begravningsplatsen utanför Stockholm.